# Geert Broeckaert
Pour les articles homonymes, voir Broeckaert.
Geert Broeckaert, né le 15 novembre 1960 à Zottegem en Belgique, est un footballeur international et entraîneur belge.
Débutant au KAA La Gantoise, il a évolué principalement comme milieu de terrain au Cercle Bruges KSV. Il est le deuxième joueur ayant le plus de matches officiels pour les Verts et Noirs, après Jules Verriest. Il a participé à 375 matches officiels dont 312 de Championnat de Division 1 avec les Brugeois.
Il a joué le 12 septembre 1990 en sélection nationale (Belgique-RDA, 0-2).
Il termine sa carrière au Royal Excelsior Mouscron. Puis, il se reconvertit dans l'encadrement technique dans ce club : il entraîne les jeunes, ou occupe le rôle de T2, voire d'entraîneur principal de mars 2005 à janvier 2006.

## Palmarès
- International belge en 1990 (1 sélection)
- Champion de Belgique D2 en 1979
- Vainqueur de la Coupe de Belgique en 1985
- Finaliste de la Coupe de Belgique en 1986